# Over Her Dead Body
Over Her Dead Body is een Amerikaanse filmkomedie uit 2008 onder regie van Jeff Lowell.

## Verhaal
Kate en Henry staan op het punt om te gaan trouwen, maar op de dag van het huwelijk overlijdt Kate doordat er een ijssculptuur op haar valt. Na een jaar laat Henry zich overhalen door zijn zus om bij medium Ashley langs te gaan om verder te kunnen gaan met zijn leven. Chloe geeft echter het dagboek van Kate aan Ashley zodat deze informatie weet over Kate. Ondanks zijn scepticisme raakt Henry onder de indruk van Ashley's vaardigheden. Daarbij, Henry en Ashley raken verliefd op elkaar.
Anderzijds weet Kate niet zeker wat ze moet doen nu ze is teruggekeerd op aarde. Ze komt de ijsbeeldhouwer tegen en komt erachter dat hij ook overleden is. Hij vertelt haar dat er van hen wordt verwacht dat ze hun onafgedane zaken moeten afmaken. Hierdoor denkt Kate dat ze Henry moet beschermen. Later valt Kate Ashley lastig zodat ze haar relatie met Henry verbreekt. Ashley houdt aan, maar wanneer Henry erachter komt dat hij door haar is opgelicht met het dagboek verbreekt hij de relatie met Ashley.
De ijsbeeldhouwer en Kate hebben weer een ontmoeting. Na een gesprek met hem komt ze erachter dat ze toch wil dat Henry gelukkig is. De film eindigt met het huwelijk tussen Ashley en Henry.
Een extra verhaallijn gaat over Ashley's assistent Dan, hij beweerde vijf jaar lang homoseksueel te zijn, waardoor hij de beste vriend van Ashley kon worden zonder seksuele connotaties. Ashley is ontdaan wanneer hij toegeeft heteroseksueel te zijn, en te hebben gelogen omdat hij van de intimiteit met haar hield, ook al was deze niet seksueel. Desondanks gaan ze samen op vakantie nadat Ashley en Henry uit elkaar zijn gegaan. Omdat Dan op haar verliefd is, raakt hij teleurgesteld wanneer Ashley Henry kiest. Tijdens het huwelijk van Ashley met Henry zit hij echter naast Chloe en kust haar na een kort gesprek.

## Rolverdeling
| Acteur         | Personage                |
| -------------- | ------------------------ |
| Eva Longoria   | Katherine "Kate" Spencer |
| Paul Rudd      | Dr. Henry Mills          |
| Lake Bell      | Ashley Clark             |
| Jason Biggs    | Dan Sianidis             |
| Lindsay Sloane | Chloe Mills              |
| Stephen Root   | IJsbeeldhouwer           |

## Achtergrond
De film ontving vooral negatieve reacties van critici. Sinds 18 oktober 2008 scoort de film op Rotten Tomatoes 15% aan goede beoordelingen, gebaseerd op 97 recensies. Metacritic gaf de film een score van 31 uit 100.
De film opende op de 11e plaats in de kaartverkoop, met een opbrengst van 4.600.000 dollar.